# جزيرة بياتو
جزيرة بياتو وهي جزيرة من جزر إندونيسيا، وتقع ضمن أرخبيل سولاوسي في إقليم غورونتالو.